# Michel Ier de Kiev
Pour les articles homonymes, voir Saint Michel.
Michel Ier de Kiev dit Michel de Tchernigov (russe : Михаил Всеволодович) , l'un des Saint Michel (né vers 1185 - mort en 1246), Grand-duc de Kiev de la famille des Riourikides en 1243.
C'est un saint chrétien fêté le 20 septembre en Occident et en Orient, et localement le 30 septembre.

## Biographie
Michel est le fils unique de Vsevolod IV de Kiev par son épouse Maria fille de Casimir II le Juste de Pologne.
Dès 1206 il reçoit de son père la principauté de Pereiaslav, qu'il doit abandonner sous la pression des autres princes de sa famille. Il devient ensuite prince de Tchernigov jusqu'en 1236. Il tente de résister aux Mongols en s'alliant avec la Hongrie. N'ayant pas obtenu un appui suffisant, il doit s'incliner et devient ainsi vassal du Khan Mongol pour la principauté de Tchernigov. Pour ce faire, il doit rendre hommage au Khan Batu de la Horde d'or.
Le 19 novembre 1240, les Mongols brûlent Kiev et le 13 février suivant, ils traversent la Vistule sur la glace. En 1243, son beau-frère Daniel de Galicie oblige Rostislav III de Kiev à abdiquer et à céder le trône à Michel Ier. Ce dernier doit se rendre de nouveau auprès de la Horde d'or pour obtenir son investiture. Ne le voyant pas revenir, les habitants de Kiev veulent rappeler Rostislav III, qui doit s'incliner devant le fils de Michel, lequel devient grand-duc sous le nom de Rostislav IV de Kiev.
Michel est exécuté par les Mongols à Saraï le 30 septembre 1246. Il est ensuite canonisé par l'Église Orthodoxe Russe et fêté le 20 septembre.

## Union et descendance
De son épouse, la fille de Roman de Galicie Maria Romanovna, naquit la descendance suivante :
- Rostislav IV de Kiev ;
- Marie, morte le 9 décembre 1271, mariée en 1227 avec Vassilko prince de Rostov, tué le 4 mars 1238 par les Mongols ;
- Euphrosyne, morte en 1250, religieuse sous le nom de Théodula, sainte chrétienne fêtée le 25 septembre ;
- Roman, prince de Briansk, mort en 1285 ;
- Siméon, prince Gluckowski ;
- Mstislav, prince Karatchevski ;
- Georges, prince Tarouski.